# Bruno La Ronga
Bruno La Ronga (San Severo, 1953) è un terrorista italiano, militante di Prima Linea durante gli Anni di piombo.
Coinvolto nei movimenti di estrema sinistra della prima metà degli anni settanta, diresse e partecipò a molti dei più cruenti attentati della nuova organizzazione di estrema sinistra; arrestato nel maggio 1980, nel corso degli anni ottanta si è dissociato dalla lotta armata.

## Biografia

### Da Senza Tregua a Prima Linea
Nato a San Severo (in provincia di Foggia), ma cresciuto a Milano, La Ronga entrò in contatto con i movimenti giovanili dell'estrema sinistra nell'ambiente scolastico, frequentando l'ITIS, dove le lotte politiche e il radicalismo erano presenti fin dal sessantotto. Entrato in contatto con una serie di militanti delle numerose formazioni di estrema sinistra in costituzione nella metà degli anni settanta, con i quali sviluppò forti legami di amicizia, La Ronga entrò a far parte nel 1975 di "Senza Tregua", una nuova e composita organizzazione di lotta armata "diffusa" sorta dall'unione di elementi usciti da Lotta Continua, i gruppi "Corrente"  di Roberto Rosso e Enrico Baglioni e "Frazione" di Piero Del Giudice, e da operai delle fabbriche milanesi.

Bruno La Ronga "Andrea".

Divenuto componente dei cosiddetti "quadri intermedi" di "Senza Tregua" e pienamente impegnato nell'attività militare di questa organizzazione, Bruno La Ronga fu coinvolto nel primo omicidio politico di cui fu responsabile quel variegato movimento di estrema sinistra. Il 29 aprile 1976 a Milano fu tra i componenti, insieme a Enrico Galmozzi, altro militante di rilievo di "Senza Tregua", ed a Giovanni Stefan, del gruppo armato che uccise in un agguato il consigliere del MSI-DN Enrico Pedenovi, in rappresaglia per la mortale aggressione subita, ad opera di un gruppo di militanti di destra, dal giovane di sinistra Gaetano Amoroso.
Nell'estate 1976 Bruno La Ronga aderì al cosiddetto "golpe dei sergenti", l'iniziativa presa dai militanti di "Senza Tregua" maggiormente decisi ad estremizzare le posizioni passando all'azione militare ed intensificando al massimo la lotta armata, in contrasto con le posizioni ideologiche del gruppo di intellettuali della formazione di estrema sinistra, principalmente Oreste Scalzone e Piero Del Giudice. La Ronga ed altri militanti dell'area di Milano, come Sergio Segio, Enrico Galmozzi e Massimo Libardi, decisero durante l'incontro di Marchirolo di estromettere da "Senza Tregua" gli elementi provenienti da Potere Operaio che, dopo l'uscita dal gruppo, avrebbero presto dato vita ai Comitati Comunisti Rivoluzionari (CoCoRi) ed alle Unità Comuniste Combattenti (UCC).
La Ronga fu presente anche al successivo incontro di Salò dell'ottobre 1976 che confermò la decisione del gruppo milanese di rompere la coesione con gli elementi provenienti da Potere Operaio e soprattutto partecipò alla riunione finale di San Michele in Torri del maggio 1977 che sancì l'effettiva costituzione di Prima Linea con la confluenza del gruppo milanese originario con i militanti di Bergamo, tra cui Michele Viscardi, e con il numeroso gruppo di Torino, formato tra gli altri da Marco Donat-Cattin, Roberto Rosso, Fabrizio Giai e Roberto Sandalo.
Caporale istruttore durante il servizio militare, Bruno La Ronga, conosciuto all'interno di Prima Linea con il "nome di battaglia" di "Andrea", era considerato un esperto di armi e contribuì al miglioramento della struttura militare dell'organizzazione addestrando numerosi militanti all'uso delle armi da fuoco. Dopo un periodo iniziale di "terrorismo diffuso", Prima Linea si trasformò ben presto in un'organizzazione fortemente militarizzata, impegnata nel tentativo di emulare per carica di violenza ed efficienza le Brigate Rosse; dopo il sequestro Moro i dirigenti di Prima Linea e lo stesso La Ronga ritennero inevitabile il passaggio ad una lotta armata sempre più violenta costellata di una impressionante serie di attentati mortali contro forze dell'ordine, politici, industriali, magistrati. La Ronga, entrato in clandestinità fin dal 1976, divenne responsabile del comando militare dell'organizzazione e quindi fece parte del Comando Nazionale di Prima Linea, la principale struttura dirigente dell'organizzazione.

### Lotta armata a Torino

La zona di Via Millio a Torino, luogo il 9 marzo 1979 del sanguinoso agguato di Prima Linea.

Bruno La Ronga, pienamente aderente alla nuova linea politico-militare adottata di scontro totale contro lo stato, prese parte personalmente al primo omicidio rivendicato ufficialmente da Prima Linea: l'11 ottobre 1978 a Napoli venne ucciso il criminologo Alfredo Paolella. Nei primi mesi del 1979 Prima Linea accentuò la sua azione terroristica moltiplicando attentati e omicidi; La Ronga, inserito con funzioni dirigenti nella struttura dell'organizzazione di Torino, una delle più pericolose e violente di Prima Linea, venne coinvolto in una drammatica serie di avvenimenti sanguinosi. A Torino era anche presente Silveria Russo "Laura" che sarebbe diventata la sua compagna di vita all'interno del gruppo terroristico. Il 19 gennaio 1979 La Ronga fece parte del gruppo di fuoco che uccise a Torino l'agente di polizia penitenziaria Giuseppe Lo Russo e fu proprio la sua compagna Silveria Russo che sparò sull'agente insieme a Maurice Bignami "Davide" mentre La Ronga svolse funzioni di copertura e Fabrizio Giai "Ivan" era sull'auto predisposta per la fuga.
Il 28 febbraio 1979 il cruento scontro a fuoco del bar dell'Angelo a Torino provocò la morte per opera di agenti di polizia dei due militanti di Prima Linea Barbara Azzaroni e Matteo Caggegi e scatenò la violenta reazione dei militanti dell'organizzazione su iniziativa soprattutto di Bignami, compagno della Azzaroni, e di Giai, rimasto sconvolto dopo aver assistito alla morte dei due giovani all'interno del locale. Il 9 marzo 1979 venne quindi frettolosamente organizzato, su iniziativa autonoma dei militanti di Torino, tra cui La Ronga, l'agguato della bottiglieria di Via Millio per attirare con l'inganno una pattuglia di polizia e uccidere gli agenti per rappresaglia. Il piano dei terroristi prevedeva che Bignami, Giai e Giovanni Scotoni "Roberto" sarebbero rimasti all'interno del locale, mentre Bruno La Ronga e Silveria Russo avrebbero atteso fuori nei pressi dell'entrata. L'azione degenerò in un violento e sanguinoso scontro a fuoco; per la precipitazione dei terroristi gli agenti scamparono all'agguato, mentre nella confusione Silveria Russo, che era armata di un mitra Sten, ferì per errore alle ginocchia e al polso destro proprio Bruno La Ronga; questi a sua volta aveva aperto il fuoco contro gli agenti con un mitra Kalašnikov e alcuni colpi vaganti raggiunsero un ignaro passante, il giovane Emanuele Iurilli che rimase ucciso.

Bruno La Ronga (a sinistra) insieme a Marco Fagiano durante uno dei processi a Prima Linea.

La Ronga era seriamente ferito e venne trasportato da Giai, con un taxi di cui si era impadronito, fino alla casa, in Via Susa 16 a Torino, di un'altra militante, Maria Teresa Conti "Lucia". Per riorganizzare il gruppo torinese giunsero a Milano due militanti del Comando Nazionale, Sergio Segio e Marco Donat-Cattin che organizzarono il trasferimento di La Ronga ferito nel capoluogo lombardo per essere curato adeguatamente; il trasporto venne completato da Segio e altri compagni di scorta e La Ronga venne trasferito, nascosto in un furgone, fino a Milano.
Dopo alcune settimane di convalescenza per guarire dalle ferite, Bruno La Ronga riprese la sua attività organizzativa e militare nel gruppo milanese di Prima Linea; nel frattempo l'organizzazione stava perdendo la sua coesione e nella riunione di Bordighera del settembre 1979 alcuni militanti come Marco Donat-Cattin e Massimo Prandi decisero di abbandonare il gruppo terroristico mentre Segio preferì rimanere ma si dimise dal Comando Nazionale. Mentre i vari gruppi di Prima Linea continuavano la loro sanguinosa e sterile azione militare, Bruno La Ronga prese parte ad un nuovo cruento agguato il 5 febbraio 1980: a Meda venne ucciso Paolo Paoletti, responsabile della ICMESA di Seveso da cui nel 1976 era fuoriuscita per un grave incidente una nube tossica di diossina. La Ronga e gli altri componenti del nucleo armato, Giulia Borelli, Michele Viscardi e Diego Forastieri, uccisero Paoletti con tre colpi di pistola.
Nonostante la sua persistente pericolosità, l'organizzazione si stava ormai disgregando e gli organi dello stato, grazie anche alla collaborazione di militanti importanti come Roberto Sandalo, Marco Donat-Cattin e Michele Viscardi, furono in grado di arrestare in pochi mesi gran parte dei suoi componenti. Nel maggio 1980 Bruno La Ronga venne arrestato a Milano insieme ad altri militanti di Prima Linea tra cui Silveria Russo.
Dopo una fase iniziale di non collaborazione con le autorità giudiziarie, La Ronga e la compagna Silveria Russo, condannati all'ergastolo per i loro delitti, iniziarono un processo di distacco dalla lotta armata e di riconsiderazione critica del loro operato e dell'intera storia di Prima Linea. I due si sposarono nel 1982 e aderirono alle cosiddette "Aree omogenee di dissociazione", usufruendo dei benefici di legge previsti. Dopo l'uscita dal carcere, Bruno La Ronga lavora in una cooperativa sociale di assistenza.